# Semiothisa olivescens
Semiothisa olivescens là một loài bướm đêm trong họ Geometridae.